# Preszeller Tamás
Preszeller Tamás (Mosonmagyaróvár, 1958. augusztus 24. –) válogatott labdarúgó, hátvéd, középpályás.

## Pályafutása

### A válogatottban
1986 és 1988 között hét alkalommal szerepelt a válogatottban és egy gólt szerzett. Hatszoros olimpiai válogatott (1986–87), 13-szoros egyéb válogatott (1983–87, 2 gól), egyszeres utánpótlás válogatott (1984).

## Sikerei, díjai
- Magyar bajnokság
  - 2.: 1984–85
  - 3.: 1985–86

## Statisztika

### Mérkőzései a válogatottban
| Magyarország | Magyarország        | Magyarország                  | Magyarország | Magyarország | Magyarország  | Magyarország | Magyarország | Magyarország |
| #            | Dátum               | Helyszín                      | Hazai        | Eredmény     | Vendég        | Kiírás       | Gólok        | Esemény      |
| ------------ | ------------------- | ----------------------------- | ------------ | ------------ | ------------- | ------------ | ------------ | ------------ |
| 1.           | 1986. szeptember 9. | Oslo, Ullevaal Stadion        | Norvégia     | 0 – 0        | Magyarország  | barátságos   | -            | 72'          |
| 2.           | 1986. október 15.   | Budapest, Népstadion          | Magyarország | 0 – 1        | Hollandia     | Eb-selejtező | -            |              |
| 3.           | 1986. november 12.  | Athén, Olimpiai Stadion       | Görögország  | 2 – 1        | Magyarország  | Eb-selejtező | -            |              |
| 4.           | 1987. február 8.    | Limassol, Círio Stadion       | Ciprus       | 0 – 1        | Magyarország  | Eb-selejtező | -            |              |
| 5.           | 1987. április 29.   | Rotterdam, Feijenoord Stadion | Hollandia    | 2 – 0        | Magyarország  | Eb-selejtező | -            |              |
| 6.           | 1987. május 17.     | Budapest, Népstadion          | Magyarország | 5 – 3        | Lengyelország | Eb-selejtező | 1            | 83' 83'      |
| 7.           | 1988. március 26.   | Brüsszel, Heysel Stadion      | Belgium      | 3 – 0        | Magyarország  | barátságos   | -            | 72'          |
|              | Összesen            |                               |              | 7            | mérkőzés      |              | 1            | gól          |